# Yves Miossec
Yves Miossec, né le 18 juin 1907 à Guiclan (Finistère) et mort le 17 août 2001 à Plougourvest (Finistère), est un écrivain français de langue bretonne.

## Biographie
Yves Miossec est né dans une famille d’agriculteurs bretons. Il a fait ses études secondaires au collège du Kreisker de Saint-Pol-de-Léon. Après des études classiques à Poitiers et à la Sorbonne, il est nommé professeur de lettres classiques au lycée de Brest en 1933. Il se marie le 28 décembre 1933. Il est reçu à l’agrégation en juin 1939. 
Devenu officier de réserve en 1935, il reçoit son ordre de mobilisation en juillet 1939 et est affecté à un régiment de réserve. Fait prisonnier en juin 1940, il est déporté en captivité à  l'Oflag XIII-A de Nuremberg un an, puis à l’Oflag IV-D en Saxe. Durant sa captivité, il organise des cours de breton qui dureront les 3 ans de sa présence à l’Oflag IV-D jusqu’au 23 août 1944, date à laquelle il est envoyé au camp de représailles Oflag X-C à Lübeck. Il en sort le 17 mai 1945 et retrouve son épouse après 5 ans et demi de séparation.
À son retour de captivité, il est nommé au collège de Laval puis en 1950 au lycée de l’Harteloire à Brest. Il enseignera à Brest jusqu’à la retraite en 1967. Son épouse décédera peu après en 1969.
De mars 1970 à 1974, il participera bénévolement à la constitution de l’Atlas Linguistique de la Basse Bretagne. À la demande du Centre de recherche bretonne et celtique de la Faculté de Lettres de Brest, il interroge 75 des 187 personnes qui ont participé à l’enquête et enregistre leurs réponses. Ces personnes sont réparties également sur toute la zone bretonnante : Finistère, Côtes-d'Armor et Morbihan. Cette enquête méthodique permet de mettre en évidence les variations locales des mots et des expressions les plus usités dans la vie de tous les jours. Le résultat de ce travail fera partie du Nouvel atlas linguistique de Basse-Bretagne (NALBB), publié en 2001 sous la direction de Jean Le Dû par le Centre de recherche bretonne et celtique.
En parallèle, il épluche les registres de sa paroisse natale, qu’il a sauvés de la destruction par le plus grand des hasards. Cette étude donnera lieu à son premier livre publié en 1971, en français : Une vieille paroisse bretonne : Guiclan. Les 300 exemplaires de l'ouvrage dactylographié sont diffusés localement par le presbytère de Guiclan, les mairies de Guiclan et de Saint-Thégonnec. Le stock est écoulé en 15 jours.
À partir de cette date, il ne publiera plus qu’en breton. En 1978 paraît un premier récit de voyage aux  États-Unis : Eur veaj e Stadou-Unanet an Amerik (Un voyage aux États-Unis d’Amérique) puis en 1981 O foeta bro er Hanada (En parcourant le Canada) et Dreist ar mor braz (De l'autre côté de l'océan).
En 1983 paraît son premier et unique roman Lorh, kasoni ha poan (Orgueil, querelles et peine) qui retrace la vie de deux familles du Léon, une catholique et l'autre protestante, au temps des guerres de religion. Il sera suivi de deux autres récits de voyages : la relation de son enquête sur le breton O haloupad war heñchou Breiz-Izel (En parcourant les routes bretonnes) en 1987, et un voyage en Israël Mond da Izrael en 1991.
Son livre Tammou eñvorennou euz eun amzer griz (Bribes de souvenirs d’une sombre période), en 1994, relate sa captivité.
Sa dernière publication est un essai bilingue breton-français sur Yann-Ber Kalloc'h.
Bien qu’ayant enseigné le français, le latin et le grec, il aura maintenu un contact constant avec sa langue maternelle. Il l’a parlée exclusivement jusqu’à son entrée à l’école primaire, l’a enseignée en captivité et l'a transmise par ses écrits.
Voici quelques-uns de ses mots à propos du breton : « Une langue est toujours une richesse, et tous devraient aider à sa survie. Un petit breton qui apprend le français à l’école parlera un meilleur français car il n’aura pas à se débarrasser d’un français bâtard. Lorsqu’il aura à apprendre des langues étrangères, son esprit sera déjà ouvert à la diversité ». Il s’appuyait sur son propre exemple.

## Œuvres

### En breton
- Eur veaj e Stadou-Unanet an Amerik (1976) (1978)
- O foeta bro er Hanada (1978) (1981)
- Dreist ar mor braz (1981)
- Lorh, kasoni ha poan (1983)
- O haloupad war heñchou Breiz-Izel  (1987)
- Mond da Izrael (1991)
- Tammou eñvorennou euz eun amzer griz (1994), prix Per Roy Fondation Coop Breizh 1995 de l'Association des écrivains bretons[5]

### En français
- Une vieille paroisse bretonne : Guiclan (1971, réédité en 1994)

### Bilingue breton-français
- Yann-Ber Kalloh (1994)

## Archives
- En 2005, un fonds d'archives Yves Miossec a été déposé à la Bibliothèque Yves-Le Gallo[6] du Centre de recherche bretonne et celtique (CRBC) de l'Université de Bretagne occidentale.